# Gertrud Weitensfelder-Anger
Gertrud Weitensfelder-Anger (* 16. Dezember 1915 in Wien; † August 2007 in Kärnten) war eine österreichische Autorin.

## Leben
Gertrud Weitensfelder-Anger, 1915 in Wien geboren, lebte seit 1963 in Sankt Veit an der Glan, Kärnten. 2002 wurde ihr der Berufstitel Professor verliehen.
Sie schrieb 16 Bücher, darunter Erzählungen, Aphorismen-, Lyrikbände und Romane. Der 1991 erschienene Band Auf den Trümmern des Trugspiels wurde auch in die schwedische Sprache übersetzt. 
Die Schriftstellerin verstarb 91-jährig und wurde am 29. August 2007
in ihrem Heimatort St. Veit/Glan beigesetzt. 

## Werke
- Die Tiefen des Lebens; Riepl, Klagenfurt 2003.
- Die Bartholomäusnacht - Passion eines Königs; Cornelia-Goethe-Akad.-Verl., Frankfurt a. M. 2002.
- Aus dem Tagebuch einer Gymnasiastin; Fouqué-Literaturverl., Egelsbach 2001.
- Wolkenbrigade; Fouqué-Literaturverl., Egelsbach 2001.
- Der Gefangene auf Taggenbrunn; Heyn, Klagenfurt 1999.
- Die weltüberwindende Kraft; Carinthia, Klagenfurt c 1995.
- Harfe im Mond; Carinthia, Klagenfurt 1994.
- Meine Welt; Carinthia, Klagenfurt 1993.
- Lichtstrahlen in der Finsternis; Carinthia, Klagenfurt c 1993.
- Auf den Trümmern des Trugspiels; Carinthia, Klagenfurt 1991.
- Schatten über der Erde; Carinthia, Klagenfurt 1989.
- Konrad Vorlauf; Carinthia, Klagenfurt 1988.
- Kreuz im Licht; Carinthia, Klagenfurt c 1985.
- Das lebendige Wasser; Carinthia, Klagenfurt 1983.
- Die Bartholomäusnacht oder Passion eines Königs; Carinthia, Klagenfurt 1978.
- Zu den hohen blauen Toren; Europäischer Verl., Wien 1967.